# 파이톤 5 미사일
파이톤 5(Python 5)는 이스라엘 라파엘사에서 개발한 5세대 단거리 공대공 미사일이다. BVR (beyond visual range), LOAL (lock-on after launch, 미사일 발사 후 락온 기능), all-aspect (정면으로 향한 적기도 요격가능), all-direction (후방에 위치한 적기도 공격가능) 공격 능력이 있다.

## 역사
파이톤 5는 2003년 파리에어쇼에서 처음 선보였다. 이것은 파이톤 4와 에어프레임, 로켓모터, 근접신관, 탄두가 같으며, 유도부분만 새로워졌다. 현재 이스라엘 공군에서 운용 중이며, F-15I Ra'am과 F-16I Sufa에 장착된다.

## 주의사항
"full sphere capability" 즉, 전방향 발사기능이 있다. 미사일을 발사하는 비행기와 목표물의 위치에 상관없이 발사할 수 있다.
종래의 공대공 미사일은 타겟을 점으로 인식하나, 파이톤 5는 타겟과 배경을 영상으로 인식하여, 목표 식별 능력이 놀랍게 향상되었다. 따라서 적외선 기만기에 속을 가능성이 줄어들었다. 이러한 성능은 LOAL을 가능하게 하였다.
발사 후 락온기능(LOAL : lock on after launch)이 있는데, 전방에서 100도의 각도에 있는 목표물에게도 LOAL이 가능하다.
전자광학 시커를 사용하여, 발열량이 적은 항공기, 즉 헬기, UAV, 순항 미사일 등을 쉽게 락온할 수 있다.
파이톤 5의 놀라운 성능의 비결 중 하나는 뛰어난 컴퓨터 탑재이다. 매우 섬세한 시커를 지원하기 위해 파이톤 5는 고성능의 컴퓨터를 필요로 하였다. 파이톤 4의 미사일 컴퓨터에 비해 성능이 100배 이상 향상된 컴퓨터를 요구했다. 설계자들의 걱정 중 하나는 컴퓨터 과열이었다. 그래서 알고리즘을 매우 간단하게 하고, 컴퓨터 성능을 대폭 업그레이드시켰다. 개발기간 중에 두 번의 컴퓨터 교체가 있었으며, 이는 놀라운 성능 향상으로 이어졌다. 이스라엘 공군의 비행기에 설치된 컴퓨터보다 고성능의 컴퓨터를 가지게 되었다.

## 운용국가
- 2005년 서울에어쇼에서, KAI는 파이톤 5를 국산 경공격기 A-50에 탑재가능한 무장중 하나로서 소개했다.

## 같이 보기
- 비슷한 미사일 : AIM-9 사이드와인더, IRIS-T, ASRAAM
- 미사일 목록